# Ju-on: The Grudge
Ju-on (呪怨) (conocida como Ju-on: El grito en Hispanoamérica, La maldición en España y Ju-on: The Grudge en inglés) es una película de terror japonesa escrita y dirigida por Takashi Shimizu. La película es la tercera parte en la serie de Ju-on y es la primera película cinematográficamente estrenada (las primeras dos partes fueron producciones direct-to-video). La première de la película tuvo lugar en el Screamfest Film Festival de Los Ángeles, California, en octubre de 2002. Fue estrenada en Japón el 25 de enero de 2003 y ha engendrado varias secuelas y un remake estadounidense titulado The Grudge que fue estrenado en el año 2004. La película está basada en una leyenda sobre la típica casa embrujada japonesa.
La mayor parte de esta secuela es un recapitulación de la segunda, casi mostrando 25 minutos de nuevos detalles del total de los 92 minutos de la cinta. El resto de la película introduce nueva información sobre esos acontecimientos, nuevos personajes, así como una breve introducción de los acontecimientos que ocurrirán en las dos películas de cine.

## Argumento
Se dice en Japón que cuando alguien muere en una pena o rabia extrema, la emoción permanece y puede dejar una mancha en ese lugar. La muerte se convierte en una parte de ese lugar, matando todo lo que toca.

### Los asesinatos de Kayako y Toshio
Kayako se casó con Takeo Saeki y fue madre de un niño de nombre Toshio. En la universidad, Kayako se obsesionó con un chico llamado Shunsuke Kobayashi, quien por arte del destino, resultó ser el maestro de Toshio, reviviendo así su vieja obsesión. Reunió uñas, cabellos, cosas varias que pertenecieran a Kobayashi, escribiendo su profundo amor platónico en su diario personal. 
Un día Takeo encontró dicho diario y lo leyó. Se enfureció al saber que Kayako le era -aparentemente- infiel, y llegó a pensar que Toshio no era hijo suyo, si no, de Kobayashi. Esperó pacientemente a que Kayako regresara y la atacó violentamente, llevándola al piso de arriba. La empujó contra la pared, Kayako intentó escapar pero Takeo la persiguó, y la empujó debajo de las escaleras. A consecuencia de esto, Kayako se torció el tobillo pero se arrastró hacia la salida, pudo notar que Takeo aún la perseguía, caminando, disfrutando de su sufrimiento. Cuando la alcanzó la sostuvo de la cabeza, fracturándole repentinamente el cuello, la llevó a su habitación y la metió en una bolsa de basura, escondiéndola en el ático. Ella aún seguía con vida, pero paralizada debido a la fractura. 
Después fue por Toshio, quien se escondió en su habitación junto a su gato, Mar, intentando olvidar los ruidos de los golpes. Takeo golpeó a Toshio y lo ahogó en la bañera, también mató al gato con un cuchillo y lo enterró en el sucio camino junto a la casa. Takeo, al darse cuenta de lo que hizo, se suicidó colgado en su habitación, aunque en una de las versiones japonesas muestra que lo ahogó el cabello de Kayako.

### Rika |理佳|
Rika es una trabajadora social voluntaria asignada laboralmente para cuidar a Tokunaga Sachie, una señora mayor catatónica. Ella descubre la silenciosa y suburbana casa en un estado de desorden y su sala subalimentada y sucia, sin analizar ninguna otra habitación de la casa. Mientras pasa la aspiradora descubre un cuadro de la familia con la cara de la esposa recortada. Arriba escucha ruidos arrastrantes provenientes del armario del dormitorio, los cuales ha estado grabando. Rika cambia la cinta y abre la puerta cuando escucha maullidos. Dentro del armario descubre un gato negro y un niño pequeño quien ella reconoce en la foto. Llama al centro de asistencia social para reportar el incidente. Cuelga y se asusta al ver al niño mirándola fijamente desde el balcón de las escaleras. Ella le pregunta su nombre. "Toshio", le responde él. Murmurando desde la habitación de Sachie atrae la atención de Rika. Rika intenta calmar a Sachie, pero es asustada por la repentina aparición de una sombra oscura descendiendo sobre ellas. Un par de ojos aparecen dentro de la sombra, los cuales se abren y miran fija y directamente a Rika, quien entonces se desmaya.

### Katsuya |勝也|
Kasumi, esposa de Katsuya y nuera de Sachie, no puede dormir por la noche porque según ella, se lo atribuye a las impacientes agitaciones de Sachie. Kasumi recuerda a su marido mientras él se dirige al trabajo que su hermana, Hitomi, espera para la cena. Ella se duerme en el sofá y despierta asustadamente. Al principio asume que fue Sachie, pero pronto ve un par de manos impresas en la puerta. Descubre un gato negro en las escaleras. Cuando se acerca, un par de pequeños brazos pálidos se alargan y agarran al gato, los cuales asustan a Kasumi, pero continúa paralizada
Katsuya regresa a casa para descubrir a su esposa yaciendo en la cama incapaz de moverse o hablar. Mientras se dirige hacia el teléfono, percibe otra presencia en la habitación y pronto encuentra al niño, Toshio. Katsuya le pregunta quién es él, pero no consigue ninguna respuesta mientras las puertas del armario empiezan a sacudirse y la condición de su esposa empeora.
Hitomi llega para cenar solamente para encontrar a su hermano sentándose en las escaleras comportándose de manera extraña y murmurando algo sobre un niño que no es suyo. Ella pregunta sobre Kasumi, pero Katsuya no tiene la voluntad para decir que pasó con ella. Katsuya empuja a Hitomi afuera y le dice que vaya a casa. Luego lleva el cuerpo de Kasumi al ático y se ve tras el vidrio de la habitación a Kayako.

### Hitomi |仁美|
Hitomi es una de las últimas personas en abandonar el edificio de oficinas. Sin éxito intenta llamar a su hermano en su salida. Hitomi se detiene en el tocador de damas, en donde su teléfono suena e identifica como llamador a su hermano. Cuando ella contesta, una terrible respiración ruidosa suena, provocando que se golpee en la caseta próxima. Hitomi se disculpa y cuelga. Un osito de peluche de adorno cae de su monedero mientras se aleja. Cuando lo alcanza, la siguiente cabina se abre y una cortina de cabello negro se mueve siniestramente hacia ella, haciendo la misma respiración ruidosa. Hitomi corre hacia la oficina de seguridad y pide que un guardia de seguridad investigue. Ella lo observa mientras va al baño y luego es consumido por una sombra oscura. Hitomi hace una apresurada retirada a su departamento. Su teléfono de casa suena; su hermano está allí pero le reclama por haber olvidado su número de su departamento. Hitomi le dice que del apartamento, han ocurrido varias historias, y se las rumorea en el edificio. Antes de que ella pueda colgar, el timbre de la puerta suena. Mira a través de la mirilla - es su hermano. Abre la puerta en vano pero en el aire, la respiración ruidosa está sonando en voz alta desde el teléfono, que se encuentra todavía en su mano. Hitomi enciende la televisión y se encoge bajo las fundas. La cara del reportero de noticias se deforma y retuerce como los sonidos de la respiración ruidosa de nuevo. Siente algo extraño en la cama y lo aleja. Es el osito de peluche de adorno que se cayó de su monedero. Un bulto humano escondido ondea por debajo de las fundas. Hitomi levanta la sábana para ver al espíritu antagónico.

### Toyama |遠山|
Cuando Rika no regresa al centro de beneficencia, su jefe, Hirohashi, va a la casa para inspeccionarla. Él encuentra a Sachie muerta y a Rika en estado de shock. Los detectives intentan localizar a Katsuya llamándolo en su teléfono celular. Ellos escuchan que el sonido proviene de arriba y siguen el sonido hasta el ático. Allí encuentran los cuerpos de una joven pareja viviendo allá, Katsuya y Kasumi. Los investigadores se dirigen a otro detective, Toyama, para encontrar respuesta alguna. Toyama fue asignado al caso de un hombre que había asesinado a su esposa y a su hijo en esa casa hace años. Convencido de que la casa sea responsable del origen de las desapariciones, Toyama se dirige allí con gasolina, empeñado en quemar el terreno. Él tiene una hija, Izumi, quien tenía aproximadamente doce años. Mientras dentro de él experimenta una visión de ella como una adolescente.

### Izumi |いづみ|
Muchos años después Izumi es una adolescente y su padre, Toyama, muerto hace mucho tiempo - otra víctima de la maldición Ju-on. Mientras Izumi y dos amigas van a la escuela, se da cuenta de un cartel de personas desaparecidas, donde se encuentran tres de sus amigos. Ella fue con ellos el día en que desaparecieron en una casa de la que se rumoreaba que estaba atormentada. Izumi siente culpa porque corrió de la casa por miedo, abandonando a los otros a su suerte. En la escuela las muchachas se enteran de que no hay ninguna foto de Izumi de un evento reciente y se quejan con su profesor por ello.
El estado de la mente de Izumi se ha estado deteriorando desde el día en que fueron a esa casa. Ella mantiene las cortinas cerradas, cubre su cabeza con una capucha y agarra una almohadilla. Sus nuevos amigos la visitan y se disturban por la condición de Izumi y el extraño comportamiento de su madre. Una de sus amigas descorre la cortina para revelar que las ventanas son cubiertas con periódico. Izumi les cuenta que los fantasmas de sus tres desaparecidos amigos la están acechando, mirándola con atención a través de sus ventanas. Mientras sus nuevos amigos se van, la madre de Izumi les cuenta que su padre había manifestado el mismo comportamiento antes de morir.
Las jóvenes recuerdan las fotos que trajeron para mostrárselas a Izumi. Ellas entienden porque el profesor no había puesto las fotos de Izumi. En cada foto, los ojos de Izumi fueron espeluznantemente ennegrecidos. 
Detrás en su dormitorio, Izumi vuelve a vivir una visión de su padre que tuvo el día en que ella y sus tres amigos estuvieron en la casa. Despierta para encontrar un desecho del periódico en la cama y se mueve rápidamente para regresarlo a la ventana. Cuando tira la cortina, ve a sus tres amigas perdidas, pálidas y grises, mirándola fijamente a través de los huecos en el periódico. Ellos la siguen mientras ella corre de su habitación. Izumi llega hasta una habitación e intenta bloquear la puerta pero eso no detiene a los fantasmas. Asustada retrocede hasta llegar al altar sintoísta de su casa. De repente dos manos , que pertenecen a Kayako, emergen del altar. Kayako agarra la cabeza de Izumi y la arrastra hasta el altar.

### Kayako |伽椰子|
Rika se ha recuperado más o menos del trauma de su experiencia en la casa. Acuerda encontrarse con un viejo amigo para almorzar. Un anciano juega al peek-a-boo con una persona invisible justo fuera del centro de beneficencia donde todavía trabajaba. Otro trabajador, asumiendo que el hombre es mentalmente débil, intenta participar en el juego y es menospreciado. El hombre viejo restablece su juego con su invisible compañero de juego, una imagen que hace que Rika se vuelva intranquila. El reflejo de Toshio es visible en el cristal.
Mientras almuerza con su amiga (Mariko), Rika ve a Toshio debajo de la mesa, se aterra, y se precipita fuera de ésta. Después Rika recibe una llamada de su amiga preocupada por lo que había pasado en el almuerzo. Su amiga le dice a Rika que está en una visita de casa de un estudiante quien no ha ido a la escuela. El nombre del estudiante es Toshio.
Rika rápidamente se da cuenta de que su amiga está en la casa maldita. Se apresura en llegar allí, pero es demasiado tarde para ayudar: mientras es jalada por Kayako retrocediendo al final del desván, Rika se asoma para ver a Mariko que desaparece al fondo, Rika se queda observando con su linterna pero de repente se oyen ruidos provenientes de Kayako que se arrastra desde el fondo del que desapareció Mariko, así que Rika corre y sale apresuradamente del cuarto. Mientras intenta escapar, pasa corriendo un espejo y observa un desconocido reflejo donde debería estar el suyo. Cubre su rostro con sus manos en la misma manera en que lo hacía el hombre viejo que jugaba peek-a-boo, cuando lo hace el reflejo del espejo es de Kayako y no el suyo, de pronto la cabeza de Kayako le sale del estómago y voltea hacia arriba para ver a Rika que se sobresalta y quita las manos de su cara, pero la cabeza de Kayako ya no está. Rika escucha sonidos de puñetazos por encima, y se da cuenta de que algo está viniendo lentamente por debajo de las escaleras hacia ella. El fantasma de Kayako, la mujer asesinada, dentro de una bolsa de plástico empapada de sangre se está arrastrando hacia ella, una larga cabellera negra cubre su cara.
Mirando en el espejo otra vez, Rika descubre que su propio reflejo ha sido reemplazado por la de una Kayako viva. Más ruidos provienen de las escaleras. Rika busca hasta ver un fantasma cubierto de sangre de Takeo, el asesino/esposo. Rika deduce que los terribles eventos serán representados de nuevo y ella será la esposa asesinada ya que tiene una visión de ella muerta en una bolsa de plástico ensangrentada igual que Kayako. Takeo estira su mano hacia Rika mientras ella susurra no, pero finalmente la alcanza y Rika grita. Se ve la zona de la casa con bocetos de gente desaparecida, entre ellos hay uno que parece tener la foto de Rika; de nuevo en el desván de la casa de la maldición se ve a Rika muerta de la misma forma que Kayako, se hace un acercamiento hacia Rika que abre sus ojos enrojecidos mientras se oye el terrible traqueteo de Kayako.

## Reparto
| Actor             | Rol                       |
| ----------------- | ------------------------- |
| Megumi Okina      | Rika Nishina              |
| Chikako Isomura   | Sachie Tokunaga           |
| Shuri Matsuda     | Kazumi Tokunaga           |
| Kanji Tsuda       | Katsuya Tokunaga          |
| Chikara Ishikura  | Hirohashi                 |
| Yoji Tanaka       | Yûji Toyama               |
| Misaki Itō        | Hitomi Tokunaga           |
| Misa Uehara       | Izumi Toyama              |
| Yui Ichikawa      | Chiharu                   |
| Takashi Matsuyama | Takeo Saeki               |
| Takako Fuji       | Kayako Saeki, el fantasma |
| Yuya Ozeki        | Toshio Saeki              |

## Estrenos
| País           | Fecha                   | Notas                                              |
| -------------- | ----------------------- | -------------------------------------------------- |
| Japón          | 25 de enero de 2003     | (Tokio)                                            |
| Francia        | 1 de febrero de 2003    | (Gerardmer Film Festival)                          |
| Corea del Sur  | 27 de junio de 2003     |                                                    |
| Australia      | 24 de julio de 2003     | (Melbourne International Film Festival)            |
| Alemania       | 15 de agosto de 2003    | (Hamburg Fantasy Filmfest)                         |
| Canadá         | 9 de septiembre de 2003 | (Toronto Film Festival)                            |
| Reino Unido    | 3 de octubre de 2003    | (Leeds International Film Festival)                |
| Italia         | 7 de octubre de 2003    | (video premiere)                                   |
| Noruega        | 16 de octubre de 2003   | (Bergen International Film Festival)               |
| Dinamarca      | 14 de noviembre de 2003 |                                                    |
| España         | 14 de noviembre de 2003 |                                                    |
| Filipinas      | 28 de noviembre de 2003 | (Manila)                                           |
| Alemania       | 4 de diciembre de 2003  | (premiere del DVD)                                 |
| Filipinas      | 28 de enero de 2004     | (Davao)                                            |
| Grecia         | 14 de mayo de 2004      |                                                    |
| Estados Unidos | 23 de julio de 2004     | (Los Angeles, California) (Nueva York, Nueva York) |
| Reino Unido    | 4 de octubre de 2004    | (premiere del DVD)                                 |
| Suecia         | 8 de octubre de 2004    |                                                    |
| Finlandia      | 23 de octubre de 2004   | (Night Visions Film Festival)                      |
| Finlandia      | 5 de noviembre de 2004  | (Iik!! Horror Film Festival)                       |
| Hungría        | 16 de marzo de 2005     | (premiere del DVD)                                 |
| Finlandia      | 30 de marzo de 2005     | (premiere del DVD)                                 |
| México         | 6 de mayo de 2005       | (Directamente en DVD)                              |

## Remake
En el año 2004, Sony Pictures Entertainment estrenó un remake estadounidense dirigido por Takashi Shimizu y protagonizado por Sarah Michelle Gellar y Jason Behr. El argumento principal del filme siguió la experiencia de Rika (en el caso norteamericano, el nombre de Rika fue cambiado por Karen) dentro de la casa.

## Secuelas
Ju-on: The Grudge 2 es la secuela de Ju-on: The Grudge el cual es una continuación de la trama de Kayako y continúa con argumentos secundarios idénticos.

## Premios y nominaciones
| Año  | Asociación Fílmica/Festival                             | Premio          | Categoría/Destinatario            | Resultado  |
| ---- | ------------------------------------------------------- | --------------- | --------------------------------- | ---------- |
| 2002 | Screamfest                                              | Festival Trophy | Best Foreign Film Takashi Shimizu | Ganador    |
| 2005 | Academy of Science Fiction, Fantasy & Horror Films, USA | Saturn Award    | Best DVD Release                  | Nominación |